# دوروثي ستيفنز
دوروثي ستيفنز هي رسامة كندية، ولدت في 2 سبتمبر 1888 في تورونتو في كندا، وتوفي بنفس المكان في 5 يونيو 1966.